# Pythodoris
Pythodoris (altgriechisch Πυθόδοριϛ Pythódoris; * um 30 v. Chr. in Tralleis (heute Aydın); † 22 in Kappadokien, Türkei), genannt Philometor (Φιλομήτωρ Philomḗtōr, deutsch ‚die Mutterliebende‘), war Königin von Pontos.

## Leben
Als Tochter des Asiarchen Pythodoros von Tralleis und der Antonia, einer Tochter des Triumvirs Marcus Antonius heiratete sie um 12 v. Chr. den König von Pontos, Polemon I. und regierte das Reich nach dessen Tod (7 v. Chr.) allein als Vasallenkönigin der Römer, wobei ihr ältester Sohn als ihr leitender Minister fungierte. Ihre Residenz war Kabeira (heute Niksar, Provinz Tokat). 18 n. Chr. wurde ihr jüngerer Sohn Zenon auf Betreiben des Kaisers Tiberius als Artaxias III. König von Großarmenien. Er starb 35 n. Chr.
Pythodoris heiratete in zweiter Ehe auf Wunsch Kaiser Augustus’ um 8 n. Chr. König Archelaos von Kappadokien. Diese Ehe blieb kinderlos.
Ihre Tochter Antonia Tryphaina heiratete den Thrakerkönig Kotys VIII.
Um 19 n. Chr. ist Pythodoris noch urkundlich belegt. Nach Pythodoris’ Tod wurde Pontos von den Römern unter Sequester gestellt, bis Caligula Pythodoris’ Enkel Polemon II. 38 n. Chr. wieder als König einsetzte († 63 n. Chr.).